# Idris
Idris (arabiska: إدريس ) är en islamisk profet. Enligt islam levde Idris under en period av torka, som Gud hade nedsänt för att straffa människorna i världen eftersom de hade glömt honom. Idris lyckades få ett slut på torkan och regnet att komma tillbaka till världen genom att be till Gud om frälsning och ett slut på plågorna. Idris ses inom islam även som den som introducerade skrivkonsten, astronomi och matematik.
Idris nämns på följande ställen i Koranen: Sūratu Maryam 56-57 och Sūratu al-Anbiyā 85-86. Hans namn nämns även i diverse hadither.
| ”                                      | OCH MINNS [vad] denna Skrift [har att säga om] Idrīs. Han var en man av sanning, en profet, och Vi upphöjde honom till en hög värdighet. | „ |
| – Koranens budskap, Maryam, ayat 56-57 | |   |

| ”                                         | OCH [MINNS] Ismael och Idrīs och Dhu'l-Kifl. De hörde alla till dem som visar tålamod och uthållighet [i livets skiften]. Och Vi har inneslutit dem i Vår nåd; de var i sanning rättsinniga människor. | „ |
| – Koranens budskap, Al-Anbiyā, ayat 85-86 | |   |

Enligt sunnitisk tradition levde Idris under tidsepoken mellan Adam och Noa. I Bibeln går han under namnet Enok.